# 九ヶ錦坦平
九ヶ錦 坦平（くがにしき たんぺい、1913年5月15日 - 1976年11月1日）は、東京府東京市（現：東京都台東区）出身で朝日山部屋（入門時は井筒部屋）に所属した大相撲力士。本名は細山 幸次郎（ほそやま こうじろう）。最高位は東前頭3枚目。

## 来歴
1913年5月15日に東京府東京市（現：東京都台東区）で生まれる。次第に力士を志すようになると、当時大関だった豊國福馬を頼って井筒部屋へ入門、1930年5月場所において初土俵を踏んだ。豊國が現役引退後に九重部屋を創立させると一緒に移籍し、幕下昇進後の1933年限りで師匠・九重（豊國）が廃業すると朝日山部屋へ再移籍した。四股名は豊國が当初名乗っていた「陸錦（くがにしき）」としたが、「りくにしき」としか読んでくれなかったというので。、途中から「九ヶ錦」に改めた。
番付に名前が記載されるまで2年を要し、十両昇進は1938年5月場所と決して早くなかった。その原因の一つに受け身相撲があり、受け身かつ半身になることが多く、それが中堅どころで終始する一因ともなった。それでも1940年1月場所において新入幕を果たすと、それから約8年もの長きに渡って幕内力士として活躍した。現在なら8年以上に渡って幕内を維持し続ける力士は多数存在するものの、当時は第二次世界大戦による食料難もあって5年以上維持する力士は三役以上または横綱ぐらいしかおらず、平幕力士では非常に稀だった。
取り口としては、左手で相手の廻しをつかむと、上手でも下手でも相手の隙をうかがって攻めるのを得意とし、投げを打って寄っていく呼吸がうまかった。
1949年1月場所を最後に現役引退し、年寄・北陣から桐山、片男波と変更の後、1957年5月場所を最後に廃業した。

## 主な成績
- 通算成績：170勝188敗2分 勝率.475
- 幕内成績：86勝118敗2分 勝率.422
- 現役在位：32場所
- 幕内在位：16場所
- 各段優勝
  - 序二段優勝：1回（1932年10月場所）
- 金星：1個（照國1個）

## 場所別成績
| 1930年 （昭和5年） | x                       | x                  | （前相撲）              | （前相撲）               |
| 1931年 （昭和6年） | （前相撲）              | 序ノ口 –           | 東序ノ口8枚目 3–3       | 東序ノ口8枚目 3–3        |
| 1932年 （昭和7年） | 西序二段17枚目 4–1      | 西序二段17枚目 2–4 | 西序二段筆頭 3–3        | 西序二段筆頭 優勝 6–0    |
| 1933年 （昭和8年） | 東三段目5枚目 4–2       | x                  | 西幕下24枚目 6–5        | x                        |
| 1934年 （昭和9年） | 東幕下15枚目 1–10       | x                  | 西三段目11枚目 2–4      | x                        |
| 1935年 （昭和10年） | 西三段目19枚目 4–2      | x                  | 東三段目4枚目 2–4       | x                        |
| 1936年 （昭和11年） | 西三段目18枚目 5–1      | x                  | 東幕下26枚目 9–2        | x                        |
| 1937年 （昭和12年） | 東幕下3枚目 5–6         | x                  | 東幕下9枚目 7–6         | x                        |
| 1938年 （昭和13年） | 西幕下4枚目 10–3        | x                  | 西十両8枚目 8–5         | x                        |
| 1939年 （昭和14年） | 西十両2枚目 6–7         | x                  | 西十両5枚目 10–5        | x                        |
| 1940年 （昭和15年） | 東前頭15枚目 7–8        | x                  | 東前頭16枚目 7–8        | x                        |
| 1941年 （昭和16年） | 西前頭17枚目 10–5       | x                  | 西前頭5枚目 9–6         | x                        |
| 1942年 （昭和17年） | 東前頭3枚目 6–9         | x                  | 東前頭8枚目 7–7 （1分） | x                        |
| 1943年 （昭和18年） | 西前頭4枚目 2–13        | x                  | 東前頭13枚目 7–8        | x                        |
| 1944年 （昭和19年） | 西前頭13枚目 8–7        | x                  | 東前頭9枚目 2–8         | 東前頭15枚目 4–6         |
| 1945年 （昭和20年） | x                       | x                  | 西前頭13枚目 3–4        | 東前頭14枚目 5–4 （1分） |
| 1946年 （昭和21年） | x                       | x                  | x                       | 西前頭7枚目 4–9 ★        |
| 1947年 （昭和22年） | x                       | x                  | 西前頭10枚目 1–9        | 西前頭17枚目 4–7         |
| 1948年 （昭和23年） | x                       | x                  | 西十両筆頭 4–7          | 西十両5枚目 5–6          |
| 1949年 （昭和24年） | 東十両7枚目 引退 1–12–0 | x                  | x                       | x                        |
| 各欄の数字は、「勝ち-負け-休場」を示す。 優勝 引退 休場 十両 幕下 三賞：敢=敢闘賞、殊=殊勲賞、技=技能賞 その他：★=金星 番付階級：幕内 - 十両 - 幕下 - 三段目 - 序二段 - 序ノ口 幕内序列：横綱 - 大関 - 関脇 - 小結 - 前頭（「#数字」は各位内の序列） |                         |                    |                         |                          |

### 幕内対戦成績
| 力士名         | 勝数 | 負数 | 力士名   | 勝数 | 負数 | 力士名   | 勝数 | 負数 | 力士名       | 勝数 | 負数 |
| -------------- | ---- | ---- | -------- | ---- | ---- | -------- | ---- | ---- | ------------ | ---- | ---- |
| 愛知山         | 1    | 1    | 青葉山   | 1    | 0    | 安藝ノ海 | 0    | 4    | 東冨士       | 0    | 1    |
| 綾昇           | 1    | 2    | 綾若     | 2    | 1    | 一渡     | 1    | 1    | 五ツ海       | 0    | 2    |
| 五ツ嶋         | 0    | 2    | 因州山   | 0    | 2    | 大岩山   | 0    | 2    | 大起(穂波山) | 0    | 1    |
| 大ノ海         | 0    | 1※   | 大ノ森   | 0    | 2    | 鏡里     | 0    | 1    | 笠置山       | 1    | 3    |
| 鹿嶋洋         | 5    | 6    | 九州山   | 3    | 3※   | 清美川   | 1    | 3    | 鬼竜川       | 1    | 0    |
| 九州錦         | 0    | 2    | 駒ノ里   | 1    | 1    | 相模川   | 2    | 5    | 櫻錦         | 3    | 4    |
| 汐ノ海         | 0    | 5    | 四海波   | 0    | 2    | 神東山   | 8    | 4    | 駿河海       | 0    | 2    |
| 大邱山         | 1    | 2    | 武ノ里   | 3    | 0    | 立田野   | 1    | 0    | 千代ノ山     | 0    | 1    |
| 照國           | 1    | 2    | 出羽湊   | 3(1) | 3    | 十勝岩   | 0    | 1    | 十三錦       | 3    | 1    |
| 豊嶋           | 1    | 3    | 豊錦     | 0    | 1    | 羽嶌山   | 1    | 0    | 肥州山       | 3    | 2    |
| 備州山         | 1    | 3    | 常陸海   | 1    | 2    | 広瀬川   | 0    | 1    | 藤田山       | 1    | 0    |
| 藤ノ里         | 1    | 2    | 双子岩   | 1    | 0    | 双見山   | 0    | 1    | 前田山       | 0    | 3    |
| 前ノ山(醍醐山) | 1    | 0    | 増位山   | 1    | 3    | 松ノ里   | 5    | 3    | 緑國         | 0    | 1    |
| 緑嶋           | 0    | 1    | 男女ノ川 | 1(1) | 1    | 陸奥ノ里 | 4    | 1    | 八方山       | 3    | 2    |
| 倭岩           | 2    | 1    | 大和錦   | 2    | 1    | 吉葉山   | 0    | 1    | 力道山       | 0    | 1    |
| 龍王山         | 2    | 2    | 両國     | 2    | 0    | 若潮     | 2    | 0    | 若瀬川       | 2    | 1    |
| 若葉山         | 0    | 2    | 若港     | 1    | 0    |          |      |      |              |      |      |

※他に大ノ海と九州山に、引分が1つある。

## 改名歴
- 細山 幸次郎（ほそやま こうじろう）：1930年5月場所-1932年5月場所
- 豊泉 幸一郎（とよいずみ# こういちろう）：1932年10月場所-1935年1月場所
- 陸錦 坦平（くがにしき たんぺい）：1935年5月場所-1939年1月場所
- 九ヶ錦 坦平（くがにしき たんぺい）：1939年5月場所-1943年5月場所
- 九ヶ錦 幸次郎（くがにしき こうじろう）：1944年1月場所-1947年11月場所
- 九ヶ錦 坦平（くがにしき たんぺい）：1948年5月場所-1949年1月場所